# Wulfila (araña)
Wulfila es un género de arañas araneomorfas de la familia Anyphaenidae. Se encuentra en América.

## Especies
Según The World Spider Catalog 12.0:
- Wulfila albens (Hentz, 1847)
- Wulfila albus (Mello-Leitão, 1945)
- Wulfila arraijanicus Chickering, 1940
- Wulfila bryantae Platnick, 1974
- Wulfila coamoanus Petrunkevitch, 1930
- Wulfila diversus O. Pickard-Cambridge, 1895
- Wulfila fasciculus (Bryant, 1948)
- Wulfila fragilis Chickering, 1937
- Wulfila fragilis (Bryant, 1948)
- Wulfila gracilipes (Banks, 1903)
- Wulfila immaculatus Banks, 1914
- Wulfila immaculellus (Gertsch, 1933)
- Wulfila inconspicuus Petrunkevitch, 1930
- Wulfila innoxius Chickering, 1940
- Wulfila inornatus (O. Pickard-Cambridge, 1898)
- Wulfila isolatus Bryant, 1942
- Wulfila longidens Mello-Leitão, 1948
- Wulfila longipes (Bryant, 1940)
- Wulfila macer (Simon, 1897)
- Wulfila macropalpus Petrunkevitch, 1930
- Wulfila maculatus Chickering, 1937
- Wulfila mandibulatus (Petrunkevitch, 1925)
- Wulfila modestus Chickering, 1937
- Wulfila pallidus O. Pickard-Cambridge, 1895
- Wulfila parvulus (Banks, 1898)
- Wulfila pavidus (Bryant, 1948)
- Wulfila pellucidus Chickering, 1937
- Wulfila pretiosus Banks, 1914
- Wulfila proximus O. Pickard-Cambridge, 1895
- Wulfila pulverulentus Chickering, 1937
- Wulfila saltabundus (Hentz, 1847)
- Wulfila sanguineus Franganillo, 1931
- Wulfila scopulatus Simon, 1897
- Wulfila spatulatus F. O. Pickard-Cambridge, 1900
- Wulfila spinosus Chickering, 1937
- Wulfila sublestus Chickering, 1940
- Wulfila tantillus Chickering, 1940
- Wulfila tauricorneus Franganillo, 1935
- Wulfila tenuissimus Simon, 1896
- Wulfila tinctus Franganillo, 1930
- Wulfila tropicus Petrunkevitch, 1930
- Wulfila ventralis Banks, 1906
- Wulfila wunda Platnick, 1974
- †Wulfila spinipes Wunderlich, 1988